# 高浩文
高浩文（英語：Kao Hao-Wen，1995年3月17日—）是一名台灣射箭運動員。他曾獲得2011年世界青少年射箭錦標賽男子團體反曲弓冠軍。

## 生平
高浩文來自花蓮縣秀林鄉重光部落，為太魯閣族人。小時候看著長輩使用弓箭狩獵，因此對射箭運動產生興趣，後就讀花蓮縣自強國中體育班，開始接受正規射箭訓練。14歲即代表國家參加世界室內青少年錦標賽，越級射下男子團體亞軍。隨後考上花蓮體中體育班，並參加2011年世界青少年射箭錦標賽，擊敗眾家好手獲得男子團體冠軍。雖然之後射箭生涯一度陷入低潮，但他於2016年奧運選拔賽上射出男子第一名的佳績，成功當選奧運國手。

## 外部連結
- World Archery （页面存档备份，存于）